# Dactylopusia paratisboides
Dactylopusia paratisboides är en kräftdjursart som först beskrevs av Lang 1965.  Dactylopusia paratisboides ingår i släktet Dactylopusia och familjen Thalestridae. Inga underarter finns listade i Catalogue of Life.